# بیمارستان روانپزشکی بهاران (زاهدان)
بیمارستان روانپزشکی بهاران بیمارستانی است درمانی واقع در شهر زاهدان، استان سیستان و بلوچستان وابسته به دانشگاه علوم پزشکی زاهدان است.